# 철사 공예
철사 공예(Wire art)는 철사를 이용하여 철사 조각(Wire sculpture) 또는 철사 공예품(wire wrap jewelry)을 만드는 것이다. 보석공예에 철사를 응용한 역사는 이집트 제2왕조와 유럽의 청동기, 철기 시대로 거슬러올라간다. 20세기에는 알렉산더 칼더, 루스 아사와 등의 현대적인 공예가들이 철사를 활용한 조을 예술의 형식으로 확립시켰다.

## 알렉산더 칼더
미국의 공예가 알렉산더 칼더(en:Alexander Calder, 1898–1976)는 Two Acrobats, Romulus and Remus, and Hercules and Lion 같은 조각 뿐만 아니라 키네틱 아트, 기계장치가 기반이 된 시르크 칼더(en:Cirque Calder)같은 작품들의 재료로서의 철사 공예 분야를 크게 개척하였다.
칼더는 1926년에, 파리에서 세르비아의 장난감 상인의 요청으로 장난감을 만드는 데 시간을 보낸 후에, 탄도사(en:Sword eater)나 사자 조련사(en:lion tamer) 등의 다양한 서커스 단원을 모사한 움직일 수 있는 철사 모형을 이용한 움직이는 서커스 미니어쳐 시르크 칼더를 제작하기 시작했다. 칼더는 이후 철사만을 사용하여 작품을 완성하였고 1927년에 뉴욕 웨이 갤러리(en:Weyhe Gallery)에 이를 전시하였다. 1930년에는 파리의 갤러리 빌리에(Galerie Billiet)에서 단독으로 철사모형을 전시하였다.
이 시기의 칼더의 작품은 인물과 동물에 대한 초상화, 캐리커쳐, 세련된 표현을 만드는 경향을 띈다. 그는 원래는 그의 작품에서 드러나듯이, 철사는 그저 기발하고 재미있는 재료일 뿐이라고 믿었었지만, 철사 조각이 예술의 역사에서 중요한 위치를 차지하며 대단한 가능성이 잠재되어있다고 말하기 시작했다.“하지만 이 철사에 대한 새로운 연구 작품들은 뉴욕에서 했던 것과는 조금도 일치하지 않는다. 이것들은 이전보다 더 단순하며, 그 안에 내가 요즘에 와서야 깨달은 대단한 가능성을 품고 있다... 이를 역사와 특히 긴밀하게 연결하는 게 하나 있다. 모딜리아니가 제의했듯이, 미래지향적 화가의 규범 중 하나는 어떤 대상은 다른 대상에 의해 가려지지 않아야 하며, 다른 대상을 투명하게 함으로써 다른 대상 너머에 있는 대상이라도 볼 수 있어야 한다는 것이었다. 철사 조각은 이를 제일 결정적인(decided) 방식으로 성취했다.”

## 루스 아사와
루스 아사와(en:Ruth Asawa)는 그녀의 작품이 휘트니 미술관과 1955 상파울루 비엔날레에 전시되었을 때 유명세를 얻었다. 아사와는 블랙마운틴 칼리지에서의 스승 요제프 알베르스에게 흔한 재료를 사용하는 법을 배웠으며, 와이어를 활용해 다양한 기법을 실험하기 시작했다.

아사와는 1950년대에 3차원으로 나타나는 추상적인 형태를 띈 코바늘 뜨기 철사공예를 실험했다. 아사와는 멕시코 톨루카에서 아연 도금된 철사로 바구니를 만들기 위해 비슷한 기술을 사용하는 마을 사람들과 어울리며 기본기를 다졌다.
 “I was interested in it because of the economy of a line, making something in space, enclosing it without blocking it out. It’s still transparent. I realized that if I was going to make these forms, which interlock and interweave, it can only be done with a line because a line can go anywhere.” 
아사와는 1962년에 자연적, 기하적, 추상적인 형상에 기반한 형상의 철사조각을 실험했다.

## 현대의 공예가
오늘날의 대표적인 철사공예가는 다음과 같다:
- 브라이언 보이어(Brian Boyer)는 버려진 철사를 활용해 철사 나무를 만들었다. 브라이언은 그만의 독특한 발상의 스타일과, 구리/알루미늄 철사의 재활용으로 유명하다. 그가 만든 나무는 수학적인 공식, 알고리즘, 방정식을 뿌리와 가지의 기하학적 형상과 합친 결과물이다.

- 개빈 워스(Gavin worth)는 현실에 존재할법한 이미지와 추상적인 3차원 형상을 융합하기 위해 철사공예를 활용했다. 워스는 조각의 움직임에 관한 칼더의 발상을, 관객을 움직이는 요소로 간주함으로써 활용했다. 형상은 바라보는 방향에 따라 바뀌는데, 각기 다른 조각판에 다양한 형상을 배치했기 때문이다.[7]
- 쿠 킹(영어판)은 철사와 깃털을 사용한 작품으로 명성을 얻었다. 그는 제직(woven additive) 기법을 사용하여 작업한다. 그는 철사로 틀을 잡아서 형태를 만들어내는 대신 이를 진흙처럼 다뤘다.
- 엘리자베스 베리엔(elizabeth berrien)은 1960년대에 철사공예를 시작하였으며, 그로부터 영감을 얻은 철사 조각가들이 여럿 생겨나서 "철사의 대모 Godmother of Wire"라고 칭송받는다.[출처 필요]

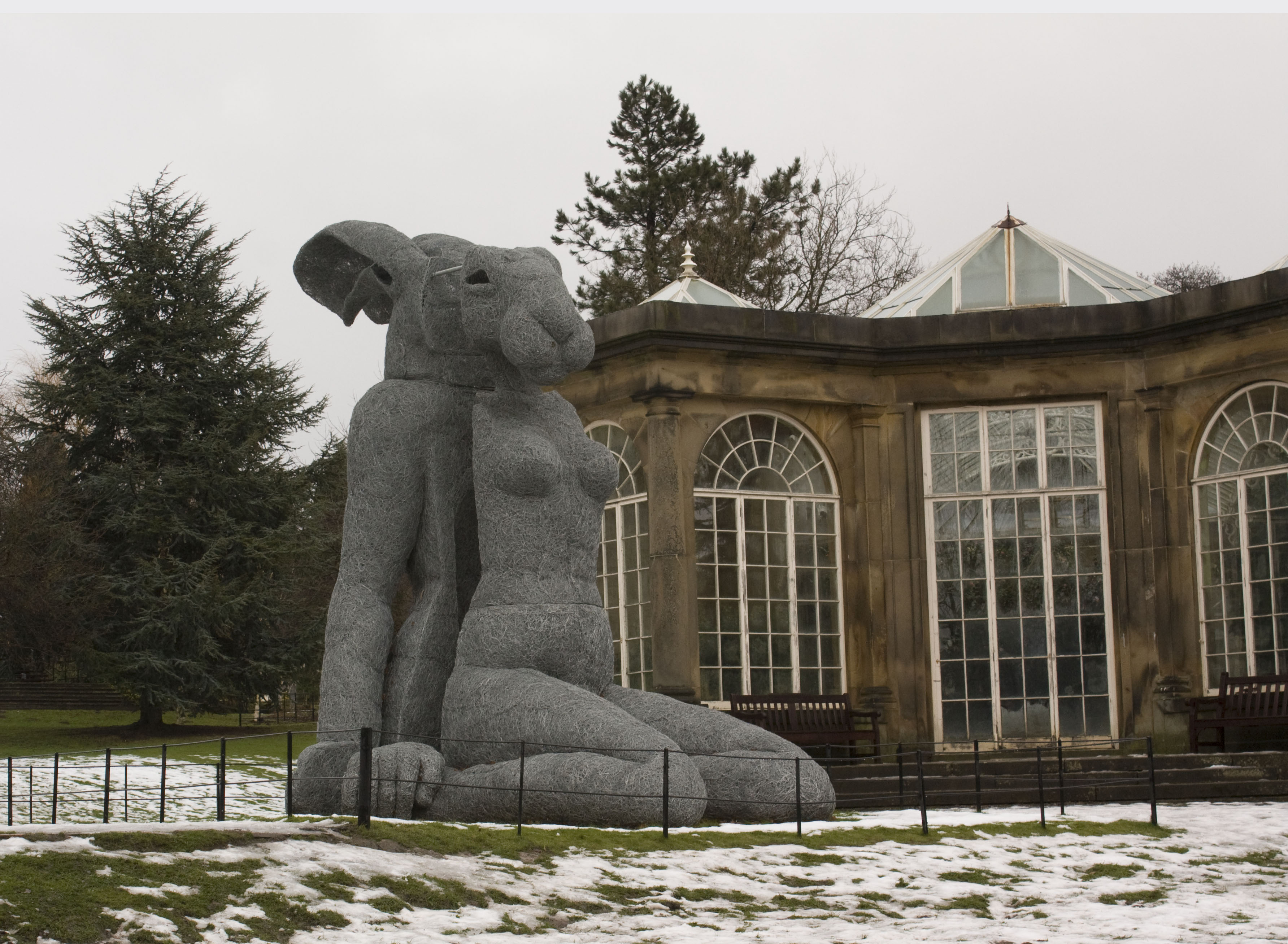
요크셔 조각 공원에 전시된 소피 라이더(:en:Sophie Ryder)의 아연 도금 철사 조각 'sitting'

## 보석

철사 보석 공예

비즈 꿰기는 필요한 도구가 플라이어, 핀 바이스, 줄, 철사 자르개(en:wire cutter) 맨드렐(en:mandrel) 등으로 단순하기 때문에 취미로 예술하는 사람도 집에서 배우고 행할 수 있다.
다양한 공예용 금속으로 만든 철사를 사용할 수 있으며, 철사는 복잡한 단면을 지닐 수도 있다. 철사 공예에 비즈나 보석류를 응용할 수 있다.

## 재질
철사 공예를 시작한 대부분의 사람들에게는 곧바로 금, 은과 같은 값비싼 금속을 활용하는 것은 비용효율적이지 않을 것이다. 그러므로 황동, 구리, 알루미늄, gold fill과 같은 더 부드러운 재질로 만들어진 상대적으로 값이 싼 공예철사를 사용하는 게 좋다. 공예가는 대개 처음에는 다양한 형상을 만들고 철사로 작업하는 감각을 배우는 경험을 쌓는다. 철사를 다루고 두르는 방식은 다양하다. 나중에는 925 표준 은, 14k 금 박막선 등의 더 비싼 금속으로 이루어진 철사에 손대게 된다.
14k 금 박막선(plated wire)은 공예 황동 철사에 14k 금이 씌워진 형태의 철사다. 금 도금철사보다는 금을 100배 이상 함유하고 있다는 차이점이 있다. 14/20으로 표기된 금 박막선이 사용되었다는 것은 철사의 20%가 14k 금으로 이루어져 있다는 것을 의미한다. 금 박막선은 금색이나 장미색을 낼 수 있어, 이를 재료로 하면 장신구를 비싸게 만들 수 있다.

## 참고 문서
- 예술 보석 장신구(영어판)
- 청동, 황동 장신구(영어판)
- 보석 장신구(영어판)

## 같이 보기
- 주얼리